# Hôtel de Ville (Metz)

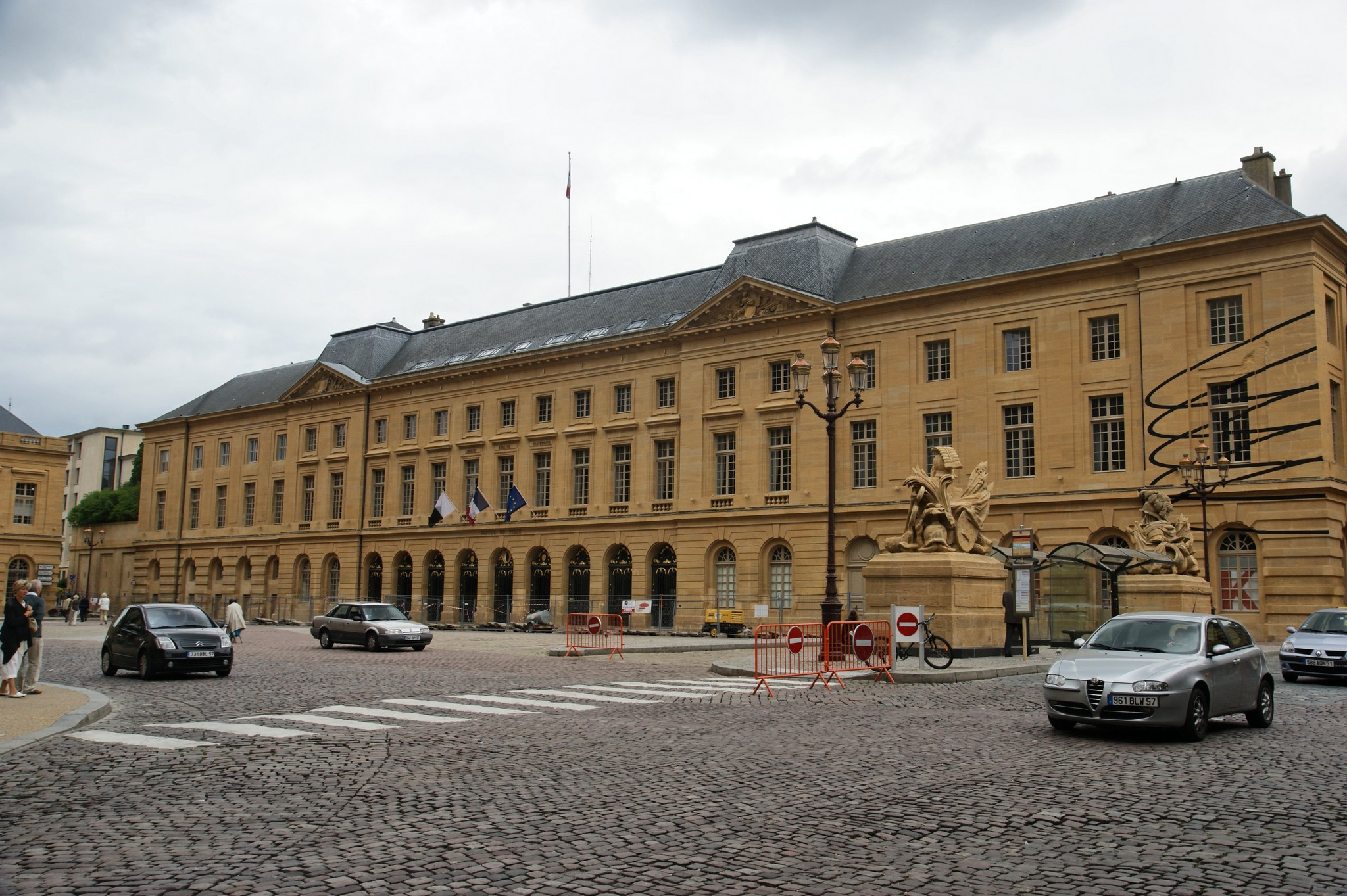
Hôtel de Ville in Metz

Das Hôtel de Ville (dt. Rathaus) in Metz, dem Hauptort des französischen Départements Moselle in der Region Grand Est, ist ein frühklassizistisches Gebäude aus dem 18. Jahrhundert. Das Hôtel de ville am Place d’Armes ist seit 15. Dezember 1922 als Baudenkmal (Monument historique) geschützt.

## Geschichte
Die Errichtung des neuen Gebäudes durch Baudirektor Gardeur-Lebrun, geplant durch den Architekten Jacques-François Blondel, begann im Jahre 1761 und dauerte zehn Jahre. Ein Gebäudeteil auf dem Gelände der ehemaligen Kirche Saint-Gorgon wurde erst 1788 fertiggestellt.
Die Hauptfassade des in ockerfarbenem Jaumont-Stein erbauten dreistöckigen Gebäudes liegt mit einer Länge von 92 Metern an der südöstlichen Seite des Place d’Armes. Die Fassade hat dreiundzwanzig Achsen und wird durch zwei Risalite gegliedert, deren Giebel wurden von J.-C. Rollier mit Allegorien des Krieges, Fahnen, Speeren und Schilden, sowie auch einer Allegorie der Stadt repräsentiert durch Handel, Architektur und Justiz.
Im Inneren des Gebäudes nach dem Peristyl befindet sich eine monumentale Treppe in der Eingangshalle, deren Geländer auf Joseph Cabossel und Pierre Janin zurückgeht. Die Tür- und Fensterfutter werden Claude Louvart und Louis Laforet zugeordnet.
Unter den Innendekorationen können die beiden Statuen «Justiz» und «Klugheit» an der monumentalen Treppe und die Glasmalerei von Laurent-Charles Maréchal im Salon de Guise als relevant angesehen werden.